# 中國點點點
《中國點點點》是香港電台一個時事節目，以「點點中國，認識中國多一點」為主旨，主要內容是有關中國國內時政、民生議題。主持人包括劉銳紹、黃均瑜、關仲然、張鳳萍及王磊等。
《中國點點點》由2010年8月16日開始，逢星期一至五下午3時至4時半在香港電台第一台直播。
2021年5月，港區人大代表黃均瑜加入成為節目主持。
2021年7月22日，香港電台播出最後一集《中國點點點》。東京奧運期間播放奧運特備節目《奧運第一台》，奧運結束後為將《體壇動靜430》環節擴充為新節目《港台體壇123》。

## 參照
1. 1 2  . 香港01. 2021-07-11  [2022-05-02]. （原始内容存档于2022-07-12）.
2. ↑  . 眾新聞. 2021-07-12  [2022-05-02]. （原始内容存档于2022-07-11）.

## 外部連結
- 香港電台《中國點點點》節目簡介